# Minnesota
Minnesota (IPA: [ˌmɪnɪˈsoʊtə] kiejtéseⓘ) az Amerikai Egyesült Államok időrendileg 32. tagállama. Az ország északi részén fekszik a Kanadával közös határ mentén. A mai Minnesota állam a korábbi Minnesota terület keleti feléből és a Wisconsin terület kisebb részéből jött létre. 1858-ban lett az Unió része. Nevének jelentése dakota nyelven éggel színezett víz.
Lakosságának csaknem kétharmada a Minneapolis-Saint Paul városrégióban él. Az előbbi az állam legnépesebb települése, az utóbbi a fővárosa. Ez a várostömörülés Minnesota közlekedési, gazdasági, oktatási központja és egy nemzetközileg is elismert kulturális élet helyszíne. Az állam nyugati részén a préri füves pusztái húzódnak, ahol mezőgazdasági termelés zajlik, délkeleten lombhullató erdőket találunk, melyeknek nagy részét mára már kiirtották és termőföldeket alakítottak ki helyükön, északon pedig gyéren lakott erdőségek vannak, ahol a bányászat, az erdészet és az idegenforgalom jelentős. Minnesota népességek zöme észak-európaiak, németek és a bennszülött amerikaiak leszármazottja, a legjelentősebb kisebbségek az afrikaiak, ázsiaiak és a latin-amerikaiak.

## Nevének eredete
Minnesota állam neve az azonos nevű folyó dakota megnevezéséből, a Mnisota szóból származik. A mni szótő vizet jelent. A Minnesota név fordításban tehát éggel színezett víz vagy némileg felhős víz. Az őslakosok az első telepeseknek úgy magyarázták el a jelentését, hogy tejet öntöttek a vízbe, miközben a mnisota szavat ismételgették. Az államban több helyszín is hasonló nevezetű, mint a Minnehaha-vízesés (vízesés), Minneiska (fehér víz), Minneota (sok víz), Minnetonka-tó (nagy víz), Minnetrista (kanyargós víz). A legnagyobb város, Minneapolis neve a mni és a görög polis, város szavakból ered.

## Földrajza
Alaszkát nem számítva Minnesota az Egyesült Államok legészakibb állama: az Erdők tavába nyúló kis terület a kontinentális Egyesült Államok egyetlen része, amely a 49. északi szélesség felett fekszik. Minnesota az ország középnyugati régiójához tartozik. Északkeleten a Felső-tavon keresztül határos Michigannel és Wisconsinnal; a keleti határ többi része Wisconsinnal közös. Iowa délre található, Észak-Dakota és Dél-Dakota pedig nyugatra. Északon a kanadai Ontario és Manitoba tartományok fekszenek. 225 181 km²-es területével, ami az Egyesült Államok összterületének nagyjából 2,25%-a, Minnesota a tizenkettedik legnagyobb állam.

## Népessége
| Lakosok száma | 2 075 708 | 2 387 125 | 2 792 300 | 2 982 483 | 3 413 864 | 4 075 970 | 4 375 099 | 4 919 479 | 5 489 594 | 5 706 494 |
|               | 1910      | 1920      | 1940      | 1950      | 1960      | 1980      | 1990      | 2000      | 2015      | 2020      |

## Fordítás
- Ez a szócikk részben vagy egészben  a   Minnesota című angol Wikipédia-szócikk ezen változatának fordításán alapul.  Az eredeti cikk szerkesztőit annak laptörténete sorolja fel. Ez a jelzés csupán a megfogalmazás eredetét és a szerzői jogokat jelzi, nem szolgál a cikkben szereplő információk forrásmegjelöléseként.